# Maximumrocknroll
Maximumrocknroll (también escrito Maximum Rocknroll, Maximum RocknRoll, etc., y abreviado MRR) es un fanzine distribuido en todo el mundo, sin fines de lucro, con sede en San Francisco. Contiene entrevistas, noticias y opiniones de los colaboradores internacionales. Junto con Punk Planet y Heartattack, Maximumrocknroll se considera que tiene gran importancia en el punk, no solo por su amplia distribución, sino sobre todo por su presencia constante en la ideología y la cultura punk en las tres últimas décadas.

## Inicios
Los primeros números de la revista se centraban principalmente en los grupos locales y particularmente en la banda MDC. La cobertura se expandió poco después a todos los Estados Unidos y, a partir de la quinta publicación, se ocuparía también de la escena punk underground de Brasil y los Países Bajos, extendiéndose progresivamente a otros países. En la década de los 1980, MRR fue uno de los pocos fanzines en los EE. UU. capaz de fomentar la proyección internacional del movimiento punk y hacer frente a las escenas locales de todo el mundo.

## Cambio de formato
En 2019, después de 37 años, la revista dejó de publicarse en formato físico, pasando a ser una revista completamente digital.